# Hitman (відеогра, 2016)
Hitman — це відеогра в жанрі стелс, розроблена IO Interactive. Випущена Square Enix для Microsoft Windows, PlayStation 4 і Xbox One в епізодичному форматі, починаючи з березня 2016 року. Порти для Linux і macOS розроблені і видані Feral Interactive, вийшли в лютому і червні 2017 року. Це шоста частина в серії Hitman. Пролог гри виступає в якості приквела до Hitman: Codename 47, а основна гра відбувається через шість років після подій Hitman: Absolution.
Hitman: The Complete First Season вийшов в січні 2017 року з усім попереднім контентом, за винятком минулих Elusive Targets і ексклюзива PlayStation 4 Sarajevo Six. Після викупу IO Interactive у Square Enix у 2017 році, студія зайнялася цифровим видавництвом, а Warner Bros. Interactive Entertainment уклала контракт на роздрібну дистрибуцію. Сиквел Hitman 2 вийшов у 2018 році.

## Ігровий процес
Розробники відмовилися від безлічі спірних нововведень, що з'явилися в Hitman: Absolution, на користь більш традиційного підходу, що використовувався в попередніх іграх серії. Так, гра знову стала концентруватися на цілісних і самодостатніх місіях, різних способах досягнення цілей. У новій грі збереглася система контрактів — особливих завдань, що створюються користувачами для подальшого проходження іншими гравцями і складання рейтингу між ними. Разом з тим, з'явилися нові види контрактів. Сюди входять «загострення», в яких гравцеві належить виконати завдання протягом кількох етапів, кожен з яких складніше попереднього. Також з'явилися «невловимі цілі» — особливі місії, які є ігровою подією з обмеженим часом дії, причому гравцеві дається тільки одна спроба усунути ціль: збереження під час місії відключені, при виконанні хоча б одного завдання місії її буде неможливо запустити знову, при смерті гравця місія вважається проваленою.
Виконання місії містить в собі дуже багато підготовчої роботи: збір інформації про звички та плани цілі, розвідка локації, пошук найбільш ефективного способу усунення цілі й так далі. У міру підвищення рівня досвідченості гравця, в конкретній місії стають доступними нове спорядження, схованки та стартові точки (разом з відповідним маскуванням). При досягненні максимального рівня стає доступним режим «Професіонал», що відрізняється від звичайного ускладненим ігровим процесом.

## Сюжет
Перший епізод
Гра починається з прологу, в якому події розгортаються за 20 років до подій самої гри, з моменту, коли Агент 47 тільки почав працювати на ICA, де він знайомиться зі своїм майбутнім зв'язковим Діаною Бернвуд. Агенту пропонують пройти у величезному тренувальному комплексі ICA три тренувальні місії, засновані на минулих успішних операцій агентства. Агент, який взяв оперативний псевдонім 47 (Сорок Сьомий), блискуче справляється з усіма завданнями та починає працювати на агентство під керівництвом Діани.
Через 20 років Агенту 47 доручають усунути лідерів таємної організації ЯГО, що займається шпигунством і торгівлею секретною інформацією. Черговий розпродаж інформації призначений в Парижі під прикриттям показу нової колекції модного одягу.

## Розробка та реліз
Спочатку планувалося, що вести розробку нової гри серії буде Square Enix Montreal, однак 17 червня 2013 року стало відомо, що за проект візьметься засновниця серії IO Interactive, у зв'язку з чим була проведена реорганізація студії, в ході якої половина співробітників була тимчасово відсторонена, а всі проекти студії, не пов'язані з Hitman, заморожені.
16 січня 2014 року IO Interactive поділилося з фанатами концепцією майбутньої гри. Планується, що нова гра буде менше лінійною і з великими відкритими картами. Було вирішено відмовитися від концепції контрольних точок (наявність яких критикувалося в Hitman: Absolution). Було заявлено, що режим контрактів знову повернеться в серію.

### Технічні особливості
Гра базується на власному рушії студії Glacier Engine 2, на якому ґрунтувалися попередня частина серії.

## Оцінка й відгуки
| Агрегатор  | Оцінка                                     |
| ---------- | ------------------------------------------ |
| Metacritic | 83/100 (PC) 85/100 (Xbox One) 84/100 (PS4) |

| Видання        | Оцінка |
| -------------- | ------ |
| GameSpot       | 8/10   |
| PC Gamer (США) | 84/100 |

Загалом відеогра отримала здебільшого схвальні відгуки від критиків та гравців, отримавши на агрегаторі Metacritic 83 балів зі 100 від критиків і 7,3/10 від гравців (ПК-версія), 85 балів зі 100 від критиків і 7,1/10 від гравців (Xbox One) та 84 балів зі 100 від критиків і 7,9/10 від гравців (PlayStation 4). Позаяк Hitman 2016 була розроблена як епізодична гра, то деякі видання оцінювали детально кожен з епізодів.
На думку вебжурналу PC Gamer, відеогра заслуговує на 84 відсотки зі 100, а у своєму вердикті зазначає наступне: «Hitman повернувся. Цілковито оновлений дизайн та повна готовність експериментувати створюють найкращі місії за всю довгу кар'єру 47-го.». У своєму огляді автор статті розкритикував інтернет-функціональність гри: набридливу вимогу підключитися до інтернету після певного прогресу, систему автономного режиму, неможливість використання відкритих речей та альтернативних місцеположень будучи поза мережею тощо. З позитивних сторін нової частини серії, автор відзначив нову механіку можливостей та різноманітність проходження місій.
Вебсайт GameSpot оцінив відеогру на 8 балів із 10, похваливши її за масивні та детально продумані рівні й велику кількість різноманітних шляхів убивства цілей. Була позитивно відзначена й велика варіативність імовірних перепроходжень епізодів. Але вебсайт також й розкритикував присутню систему постійного онлайн з'єднання, яка на думку автора статті, є досить надокучливою при проходженні відеогри.